# يوليوس كريستوفر همر
يوليوس كريستوفر همر (بالنرويجية البوكمول: Julius Christopher Hammer)‏ هو سياسي نرويجي، ولد في 14 مايو 1798، وتوفي في 31 ديسمبر 1877. انتخب عضو برلمان النرويج ‏.